# Полісі (Морогоро)
Футбольний клуб Полісі (Моргоро) або просто Полісі (англ. Polisi Morogoro Football Club) — професіональний танзанійський футбольний клуб з міста Морогоро. Домашні матчі проводить на стадіоні «Джамгурі», який вміщує 10 000 глядачів.

## Історія
Виступав у Прем'єр-лізі, але втратив своє місце в еліті танзанійського футболу. Починаючи з сезону 2015/16 років виступав у Першому дивізіоні чемпіонату Танзанії.

## Відомі гравці
- Джума Алі